# Чоловік, що йде в небо

«Чоловік, що крокує в небо»

Чоловік, що йде в небо (нім. Himmelsstürmer) — відома скульптура, розташована у місті Кассель, Німеччина. Була сконструйована у 1992 році американським скульптором Джонатаном Борофські. Вартість виготовлення становила 70 000 німецьких марок.
Сама конструкція складається з металевої труби завдовжки 25 метрів та 50 сантиметрів у діаметрі, яка встановлена під кутом в 63°. Також присутня чоловічі фігура, зодягнена у фіолетову футболку і жовті штани, яка крокує вгору.